# Paralacydes chneouri
Paralacydes chneouri är en fjärilsart som beskrevs av Charles E. Rungs 1951. Paralacydes chneouri ingår i släktet Paralacydes och familjen björnspinnare. Inga underarter finns listade i Catalogue of Life.